# Ripiforídeos

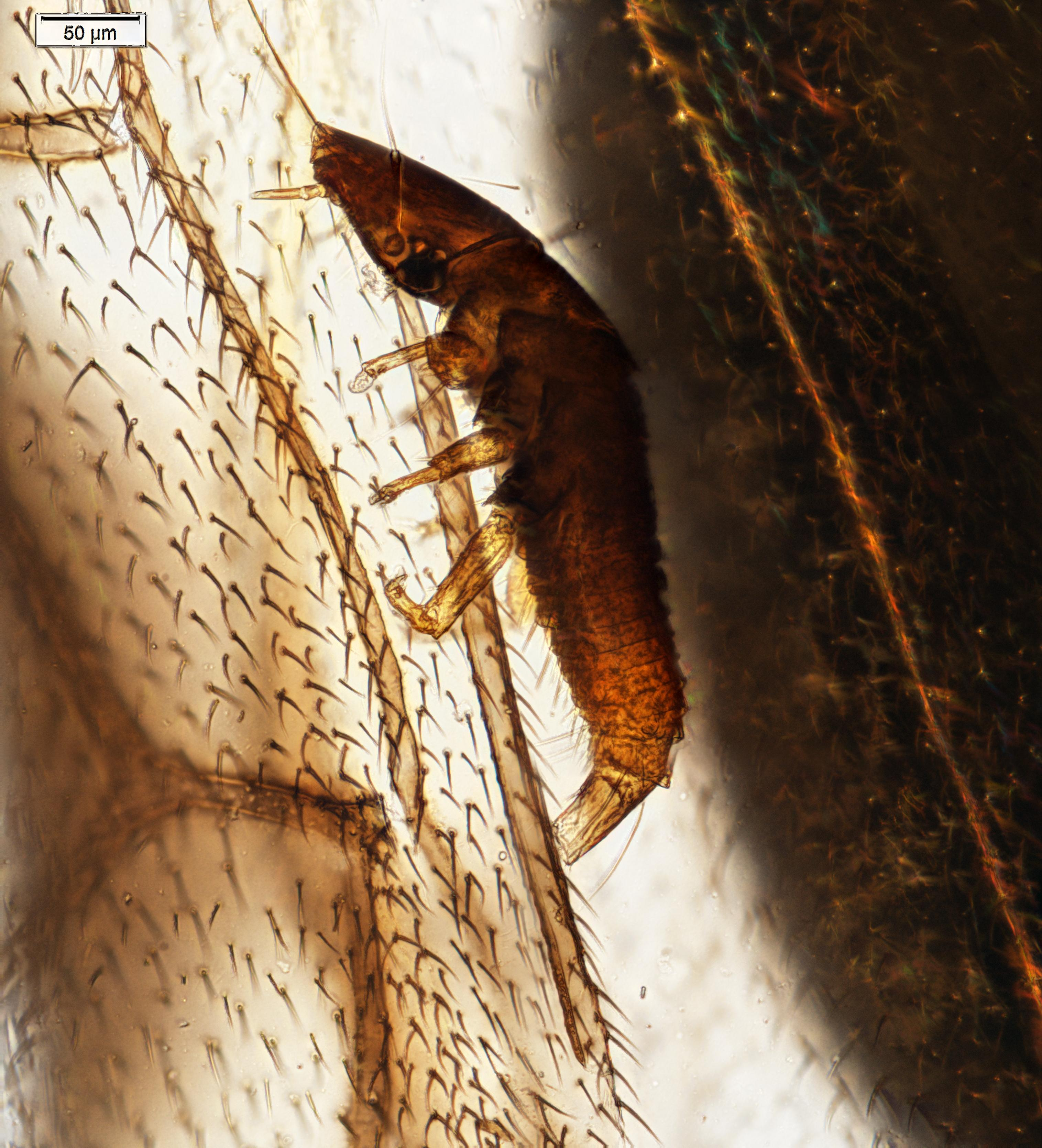
Planídio triungulino em uma asa de vespa Braconidae

Ripiforídeos (Ripiphoridae) (anteriormente chamada Rhipiphoridae) é uma família cosmopolita de cerca de 450 espécies descritas de besouros. Ripiphoridae distingue-se entre as famílias de besouros na medida em que muitas espécies são parasitoides hipermetamórficos, um atributo que elas compartilham com a família  Meloidae. Os membros da família diferem na escolha dos hospedeiros, mas a maioria ataca várias espécies de abelhas ou vespas, enquanto outras atacam baratas. Muitas espécies de Ripiphoridae possuem élitros abreviados e antenas flabeladas (com expansões laterais em forma de lâmina) ou pectinadas (com expansões laterais longas e finas, semelhantes a um pente). 
As espécies que atacam abelhas tipicamente depositam seus ovos em flores. Lá os ovos incubam quase imediatamente em pequenas larvas planidiais e ficam à espera dos visitantes. O planídio monta na abelha e viaja com ela para a colmeia. Ele então desmonta, procura uma célula ocupada por uma larva hospedeira e entra no corpo dela. Ele muda de pele e permanece mais ou menos dormente até que a larva hospedeira se transforme em pupa. Ele então emerge da pupa de abelha a começa a se alimentar dela. Após comer inteiramente a pupa, ele próprio empupa e completa sua metamorfose até emergir da colmeia para acasalar e colocar seus ovos.
Espécies fósseis dos gêneros Paleoripiphorus, Macrosiagon, Cretaceoripidius, Flabellotoma, Burmitoma, Plesiotoma e Amberocula foram descritos em âmbar do Cretáceo médio a inferior em sítios na França, Alemanha e Mianmar.

## Gêneros
- Alloclinops Broun, 1921 g
- Ancholaemus Gerstaecker, 1855 g
- Blattivorus Chobaut, 1891 g
- Clinopalpus Batelka, 2009 g
- Clinops Gerstaecker, 1855 g
- Elytroxystrotus Manfrini de Brewer, 1963
- Euctenia Gerstaecker, 1855
- Falsorhipidius Pic, 1947
- Geoscopus Gerstaecker, 1855 g
- Hemirhipidius Heller, 1920
- Heteromeroxylon Pic, 1939
- Ivierhipidius Barclay, 2015
- Macrosiagon Hentz, 1830 i c g b
- Metoecus Dejean, 1834 g
- Micholaemus Viana, 1971 g
- Micropelecotoides Pic, 1910
- Neonephrites Riek, 1955
- Neopauroripidius Falin & Engel, 2014 g
- Neorhipidius Riek, 1955
- Neorrhipidius Viana, 1958 g
- Nephrites Shuckard, 1838
- Paranephrites Riek, 1955
- Pelecotoma Fischer, 1809 i c g b
- Pirhidius Besuchet, 1957 b
- Pseudorhipidius Chobaut, 1894
- Pterydrias Reitter, 1895
- Ptilophorus Dejean, 1834 i c g b
- Quasipirhidius Zaragoza, 1992
- Quasirhipidius Zaragoza, 1992 g
- Rhipidioides Riek, 1955
- Rhipidocyrtus Falin & Engel, 2014 g
- Rhipistena Sharp, 1878 g
- Riekella Selander, 1957
- Ripidius Thunberg, 1806 i c g
- Ripiphorus Bosc, 1791 i c g b
- Scotoscopus Reitter, 1884 g
- Sharpides Kirkaldy, 1910
- Sitarida White, 1846
- Trigonodera Dejean, 1834 i c g b
- Zapotecotoma Engel, Falin, & Batelka, 2019 i c g b

Fontes de dados: i = ITIS, c = Catalogue of Life, g = GBIF, b = Bugguide.net

### Gêneros extintos
- Subfamília Pelecotominae
  - †Burmitoma Batelka et al., 2018 âmbar birmanês, Mianmar, Cenomaniano
  - †Flabellotoma Batelka et al., 2016 âmbar birmanês, Mianmar, Cenomaniano
  - †Plesiotoma Batelka et al., 2018 âmbar birmanês, Mianmar, Cenomaniano
  - †Samlandotoma Alekseev, 2019 âmbar do Báltico, Rússia, Eoceno
  - †Spinotoma Hsiao & Huang, 2017 âmbar birmanês, Mianmar, Cenomaniano
- Subfamília Ripidiinae
  - †Olemehliella Batelka, 2017 âmbar do Báltico, Rússia, Eoceno
  - †Pauroripidius Kaupp & Nagel, 2001 âmbar do Báltico, Rússia, Eoceno
  - Tribo Ripidiini
    - †Amberocula Batelka et al., 2018 âmbar birmanês, Mianmar, Cenomaniano
    - †Cretaceoripidius Falin & Engel, 2010 âmbar birmanês, Mianmar, Cenomaniano
    - †Paleoripiphorus Perrichot et al., 2004 âmbar de Charente, França, Cenomaniano, âmbar birmanês, Mianmar, Cenomaniano
    - †Protoripidius Cai et al., 2018 âmbar birmanês, Mianmar, Cenomaniano